# Otto Schmitt
Otto Herbert Schmitt (ur. 6 kwietnia 1913 – zm. 6 stycznia 1998) – amerykański wynalazca, inżynier i biofizyk. Wynalazł układ elektroniczny nazwany przerzutnikiem Schmitta, zapoczątkował inżynierię biomedyczną.